# Falqui (azienda)
Falqui prodotti farmaceutici S.p.a è un'azienda farmaceutica italiana con sede a Milano.

## Storia
Nata a Milano nel 1938 su iniziativa del farmacista sardo Pasquale Falqui, deve la sua fama principalmente al Confetto Falqui, un confetto lassativo masticabile reso popolare da un fortunato spot del Carosello interpretato da Tino Scotti. Il principio attivo del "Confetto Falqui", la fenolftaleina, a causa delle numerose controindicazioni e dell'elevata tossicità, è stato sostituito nel 1998 dal bisacodile. Da allora il nome commerciale del prodotto è mutato in "Confetto Falqui c.m." (c.m. = composizione modificata). L'azienda è nota anche per produrre le caramelle Zigulì.